# Сабинин, Лев Васильевич
Сабинин, Лев Васильевич (21 июня 1932, Воронеж — 4 июня 2004, Куэрнавака) — профессор Университета Дружбы народов им. Патриса Лумумбы (теперь РУДН). Заведующий кафедрой алгебры и геометрии в РУДН (1967—1969). С 1992 по 2004 год заведующий лабораторией алгебры и геометрии в РУДН. Руководитель двух исследовательских групп: «Неассоциативная алгебра и геометрия» и «Квазигруппы в математической физике».

## Биография
Родился в семье врача. Среднюю школу окончил с золотой медалью.
В 1950 году поступил на механико-математический факультет МГУ. В 1955 году окончил МГУ с отличием и поступил в аспирантуру на мехмат МГУ. Научным руководителем был профессор Рашевский, Пётр Константинович, заведующий кафедрой дифференциальной геометрии МГУ.
В 1959 году защитил в МГУ кандидатскую диссертацию «Зеркальные симметрии римановых пространств», а в 1971 году защитил в Казанском университете докторскую диссертацию по теме «Инволютивная геометрия алгебр Ли».
В 1958-65 годах работал в должности младшего, а затем старшего научного сотрудника в Институте математики Сибирского отделения АН СССР. C 1959 по 1965 год преподавал в Новосибирском государственном университете.
С 1965 года работал доцентом в Университете Дружбы народов (УДН), в котором с 1967 по 1969 год заведовал кафедрой алгебры и геометрии. В связи с укрупнением кафедр перешёл на кафедру математического анализа УДН, с 1970 до 2004 год — профессор кафедры. Одновременно работал и за границей, с 1972 по 1974 год профессор математики в Университете Ифе (Нигерия), где основал научную школу неассоциативной алгебры.
С 1995 года, сохраняя постоянную должность профессора УДН, жил и работал в Мексике, где с 1995 по 1998 год работал в должности профессора-визитанта, а затем с 1998 по 2001 год в должности профессора-исследователя в Университета Кинтана Роо (Четумаль, Мексика). С 2001 по 2004 год — полный профессор Университета штата Морелос (Куэрнавака).
Л. В. Сабинин занимался исследованиями в области гладких квазигрупп и луп, создал инфинитезимальную теорию гладких луп Вола и неассоциативной геометрии.
Являлся членом различных математических обществ: Сибирского (с 1965 г.), Московского (с 1975 г.), Американского (с 1994 г.) и Мексиканского (с 1996 г.). С 1997 года он — Национальный исследователь Мексиканской национальной системы исследователей (высший уровень).
Автор более 130 научных работ, 4 монографии на русском и английском языках.
Под его руководством 15 аспирантов подготовили и защитили кандидатские диссертации, а один докторант — докторскую.
В 2006 году для студентов механико-математического факультета НГУ учреждена стипендия им. Л. В. Сабинина.

## Некоторые статьи
- Сабинин Л. В. «Методы неассоциативной алгебры в дифференциальной геометрии» стр.293-339. в книге Кобаяси Ш., Номидзу К., Основы дифференциальной геометрии. Том 1. М.: Наука, 1981.
- Михеев П. О., Сабинин Л. В. «Гладкие квазигруппы и геометрия», Итоги науки и техн. Сер. Пробл. геом., Том 20. М.: ВИНИТИ, 1988. 75-110.
- Sabinin L.V. «Smooth quasigroups and loops: forty-ve years of incredible growth» Comment. Math. Univ. Carolinae 41(2) (2000) 377—400.
- Sabinin L.V. Quasigroups, Geometry and Nonlinear Geometric Algebra. Acta Applicandae Mathematica. Volume 50, Issue 1-2, (1998) 45-66.
- Sabinin L.V. On the equivalence of categories of loops and homogeneous spaces. Soviet Math. Dokl. 13 (1972), 970.
- Sabinin L.V. The geometry of loops. Mathematical Notes 12 799 (1972).
- Sabinin L.V. Odules as a new approach to a geometry with a connection. Soviet Math. Dokl. 18 515 (1977).
- Sabinin L.V. Differential equations of smooth loops. in: Proc. of Sem. on Vector and Tensor Analysis 23, Moscow Univ., Moscow, 1988, p. 133.
- Sabinin L.V. Differential Geometry and Quasigroups. Proc. Inst. Math. Siberian Branch of Acad. Sci. USSR 14, 1989, p. 208.
- Sabinin L.V. On differential equations of smooth loops. Russian Mathematical Survey 49 172 (1994).